# Anikka
Anikka è una serie di film pornografici prodotti dalla HardX costituita da due titoli, usciti tra il 2013 e il 2014.
Tutti e due i film sono stati diretti dalla regista Mason e sono incentrati sull'attrice pornografica Anikka Albrite.
La serie ha vinto numerosi AVN Awards e una candidatura ai XRCO Award. I film sono venduti su DVD oppure in via digitale.

## Titoli pubblicati e caratteristiche

### Anikka
- Pubblicazione: 09 ottobre 2013
- Regista: Mason
- Durata: 3 ore 20 minuti

Il film è suddiviso in 5 scene:
- Scena 1: threesome con Anikka Albrite, Riley Reid e Manuel Ferrara.
- Scena 2: prima scena di sesso anale con Anikka Albrite e Mick Blue.
- Scena 3: threesome interrazziale con Anikka Albrite, Jon Jon e Prince Yahshua.
- Scena 4: autoerotismo con Anikka Albrite.
- Scena 5: threesome con Anikka Albrite, James Deen e Ramon Nomar.

### Anikka vol. 2
- Pubblicazione: 14 ottobre 2014
- Regista: Mason
- Durata: 3 ore 12 minuti

Il film è suddiviso in 4 scene:
- Scena 1: threesome con A.J. Applegate, Anikka Albrite e Manuel Ferrara.
- Scena 2: prima scena di sesso anale interrazziale con Anikka Albrite e Mandingo.
- Scena 3: threesome di sesso lesbico con Anikka Albrite, Dani Daniels e Karlie Montana.
- Scena 4: threesome con prima doppia penetrazione con Anikka Albrite, Erik Everhard e Mick Blue.

## Riconoscimenti

### AVN Awards
- 2014: Best Solo/Tease Performance ad Anikka Albrite[5]
- 2014: Best Star Showcase ad Anikka[5]
- 2014: Best Anal Sex Scene ad Anikka Albrite e Mick Blue[5]
- 2014: Best Three-Way Sex Scene - Boy/Boy/Girl ad Anikka Albrite, James Deen e Ramon Nomar[6]
- 2014: Best Director - Non-Feature a Mason[6]
- 2015: Best Double Penetration Sex Scene ad Anikka Albrite, Erik Everhard e Mick Blue[7]
- 2015: Best Solo/Tease Performance ad Anikka Albrite, Dani Daniels e Karlie Montana[7]
- 2015: Best All-Girl Group Sex Scene ad Anikka Albrite, Dani Daniels e Karlie Montana[7]
- 2015: nomination per Best Star Showcase ad Anikka vol. 2[7]

### XRCO Award
- 2014: nomination per Best Gonzo Movie ad Anikka[5]